# Museo multipolare della scienza e dell'informazione scientifica
Il Museo multipolare della scienza e dell'informazione scientifica o MUSIS è un polo museale di Roma.

## Storia
Il MUSIS nasce come comitato scientifico della provincia di Roma nel 1988. In seguito venne riconosciuto dal MURST che lo finanzia. Dal 1990 fa parte degli 'Interventi per Roma Capitale'.

## Descrizione
Il museo gestisce i vari poli museali nel territorio italiano:
- Tecnolandia
- Planetario e museo astronomico
- Museo Astronomico Copernicano
- Osservatorio astronomico Monte Mario
- Osservatorio astronomico Monte Porzio Catone
- Osservatorio astronomico di Campo Imperatore
- Museo civico di Zoologia
- Giardino Zoologico di Roma
- La Finanziera - Villa Ada
- Museo civico di Albano Laziale
- Oasi di Vulci - Viterbo
- Parco didattico di Nazzano
- Castello di Maenza
- Castello di Fumone

i vari poli scolastici
- Polo Telematico MUSIS
- Pensare ex ITIS G.L. Lagrange
- Accademia Arti & Nuove Tecnologie
- Liceo Avogadro
- Liceo Giulio Cesare
- Istituto Tecnico Logistica e Trasporti "Marcantonio Colonna"
- IM G. Gaetani
- Laboratorio Storico di Fisica IM "Vittoria Colonna"
- ITIS Enrico Fermi
- Museo di Archeologia Industriale ITI "Galileo Galilei"
- Liceo Mamiani
- Liceo Augusto Righi
- Istituto Cine TV Roberto Rossellini
- Liceo Torquato Tasso
- Laboratorio Storico di Fisica ITC "Leonardo da Vinci"
- Museo della didattica e delle scienze "E. Q. Visconti"
- Liceo Vailati - Genzano
- Tor Vergata

i seguenti musei del Polo museale Sapienza:
- Museo di Mineralogia
- Museo di Paleontologia
- Orto Botanico
- Museo dell'Erbario
- Museo di Zoologia
- Museo di Anatomia Comparata
- Museo di Antropologia
- Museo di Fisica
- Museo di Chimica
- Museo anatomico Eugenio Morelli.[5]

Il MUSIS, inoltre gestisce mostre, convegni e seminari.